# 祝维沙
祝维沙（1956年—），北京市人，民营企业家，现任裕兴科技控股有限公司董事长兼总裁。民建委员及政协委员。
2000年，祝维沙职掌的裕兴公司成为第一家登陆香港创业板的大陆民营企业；2001年，参与“方正举牌事件”；之后因健力宝事件而长期受到关注。

## 简历
- 1978年-1982年：获北京工业大学的自动化控制专业学士学位。
- 1983年-1985年：就职于北京市机电研究院
- 1985年开始就职于于中国社会科学院工业经济研究所，1987年在所内创办北京市西城区三川经济技术公司法人代表、总经理。
- 1989年：在“公司清理整顿”风潮下，三川公司被工业经济研究所收回，30万盈利以“产权不清”被收缴。
- 1991年1月：辞职下海，创办裕兴机械电子研究所(裕兴公司的前身)做电脑学习机。
- 1996年：出任裕兴集团董事长兼总裁。
- 2000年2月：裕兴科技成为第一家登陆香港创业板的大陆民营企业。
- 2002年5月从裕兴科技挪出2.38亿元短期借款，投入和张海、叶红汉三方出自的三水正天科技有限公司作为收购健力宝的头两期付款。
- 2004年：以1.00亿美元个人资产在福布斯2004中国富豪榜排第162位。
- 2004年8月擔任健力寶董事長兼總裁。2005年3月被羁押。2006年8月取保候审，2007年9月免于起诉。

## 个人特色

### 实业积累
祝维沙前期的发展过程是一点一滴的踏实积累。1991年，祝维沙、孙立军、陈福荣、马施龙以5000元投入共同筹建裕兴机电研究所，凭借医疗专用电脑设备维护技术完成了20万元的初期积累。1992年以任天堂红白机的万能游戏卡、红白机电脑学习卡和扩展键盘、大型游戏机主板维护为主要业务；1993年，业务发展为以电脑学习机为核心，公司积累达到近百万。1994年，裕兴在完善电脑学习功能的同时推出了较好的辅助教学软件，得到市场呼应，业务规模膨胀数倍。1995年，裕兴以“普及型电脑”为主打产品，规模扩至千万量级。1997年开始研发具有教育功能的VCD，并在1998-1999年大卖，在2000年上市前公司价值过亿。

### 个人转型
祝维沙是裕兴创业早期的科研人员之一，其开发工作一直持续到1993年。
1992年7月，原裕兴机电研究所法人兼销售负责人马施龙因故退出，并私自抽走部分资金，使裕兴遭遇了一段业务危险期。在此期间，祝维沙走向前台，承担起销售业务和公司管理的责任。经过数年经营之后，祝成为裕兴团队的领袖人物。
由于PC机的迅速普及，极大压制了裕兴普及型的发展空间。1997年之后，祝维沙带领裕兴团队参与微软的维纳斯计划，并推出了“电脑VCD”、“电脑DVD”等信息家电产品，成功完成了企业转型。祝维沙被社会认可为成功的民营企业家。
2000年上市之后，除了在信息家电领域发展之外，祝维沙开始涉及企业资本合作领域，在“举牌方正”、“健力宝事件”中有所表现。

### “农民”特色
祝维沙没有受过系统的企业管理教育，从技术人员转型到企业家的过程中主要依靠个人学习，在他的理念和言论中，相当部分属于个人感悟。加之他一贯在自己的领域中精心耕作，企业生涯中没有原罪和暴富，没有大量引入外部经理人，也没有明显的企业联合，因而被媒体称为“农民”特色。

## 重要经历

### 健力宝事件
2002年1月，张海通过浙江国投收购健力宝75%股权。其后叶红汉、祝维沙参与了收购活动，祝维沙的角色可能是流动资金提供方。据媒体报道，2002年3月祝维沙向张海提供2亿左右的借款，从而完成了收购健力宝的初期付款。
据悉，祝维沙并没有打算在健力宝做长线投资。迫于张海迟迟不能归还借款且完全控制健力宝董事会席位，2004年8月祝维沙联合叶红汉等人罢免了张海的董事长和总裁职务，接管了健力宝董事会。2004年10月，健力宝转让给李志达管理的汇天中恒，旋即三水政府赶走李志达并入主健力宝。2005年3月24日，张海被拘，祝维沙也被佛山市公安局拘留，进行有关挪用健力宝资产清抵张海欠款的调查。
为收回当年投资，2004年8月10日祝维沙在支付9000万元款项后，由北京金裕兴投资公司(裕兴科技的子公司)通过三水健力宝健康产业投资公司拿走了深圳江南实业10.435%的股权，从而间接从张海手中拿走了5100万股香港上市的平安保险公司股份(当时市值约2.5亿元)。
在健力宝事件中，祝维沙动用的资金可能涉及到在香港创业板上市的裕兴科技股份有限公司。由于这起重大资金动用事项事先未获股东大会通过，且未发布公告，违反了香港联合交易所《创业板上市规则》，裕兴科技因此受到联交所调查，从2004年8月26日起一直长期停牌。